# Colegiul Național „Mihai Viteazul” din Turda
Clădirea Colegiului Național Mihai Viteazul din Turda (str. Dr. Ioan Rațiu nr. 111) a fost dată în folosință în anul 1909, timp în care Transilvania făcea parte din Imperiul Austro-Ungar, iar orașul era reședința comitatului austro-ungar Turda-Arieș.

## Istoric
Liceul din Turda (inițial „Franz Joseph“) și-a început cursurile în clădirea din actuala stradă Dr. Ioan Rațiu 111, o construcție începută în anul 1908, cu contribuția cetățenilor, pe un teren donat de Dominik Fodor, proiectul clădirii fiind inspirat după gimnaziul din orașul Szekszárd din Ungaria. Primul an în noua clădire a fost în anul de învățământ 1911-1912, până atunci cursurile desfășurându-se în clădirea veche a liceului („Școala roșie“ - „Piros Iskola“, str. Dr. Ioan Rațiu 42) . Din anuarele școlii rezultă că frecventau cursurile elevi maghiari, dar și români, ca o consecință a faptului că școala funcționa într-o zonă cu populație majoritar românească (clasele I-X).
După Marea Unire din 1918, respectiv după vizita Regelui Ferdinand și a Reginei Maria la 27 mai 1919 la Turda, liceul a primit numele Liceul de Băieți Regele Ferdinand, ulterior (după cel de al doilea război mondial) s-a numit Școala Medie de Băieți nr.1, apoi Liceul Mihai Viteazul, iar azi se numește Colegiul Național Mihai Viteazul. Liceul/Colegiul a fost întotdeauna un institut de cultură de bun renume în Transilvania.

## Absolvenți renumiți
- Pavel Dan, scriitor
- Victor Felea, scriitor
- Etienne Hajdu, sculptor
- Ioan I. Russu, istoric, filolog, academician
- Ovidiu Iuliu Moldovan, actor
- Aurel Dragoș Munteanu, scriitor și diplomat
- Octavian Fodor, academician
- Camil Mureșan, academician
- Ioan Ursu, academician
- Oliviu Gherman, prof. univ., politician
- Manuel Chira, chirurg, politician
- Horia Moculescu, compozitor
- Doru Munteanu, scriitor
- Tiberiu Mureșan, prof. univ., Institutul Agronomic București
- Marian Țarină, prof. univ., Facultatea de Matematică Cluj-Napoca
- Ioan Câmpeanu, prof. univ., Clinica de Neuropsihiatrie Cluj-Napoca
- Valentin Mureșan, prof. univ., Facultatea de Filosofie, Universitatea București
- Horațiu Borza, prof. univ., Universitatea Strasbourg (Franța)
- Romul Todoran, prof. univ., Facultatea de Filosofie Cluj-Napoca
- Aurel Ursu, prof. univ., Facultatea de Silvicultură Brașov
- Vasile Turcu, prof. univ., Universitatea Timișoara
- Emil Rațiu, prof. univ., Universitatea Timișoara
- Gheorghe Sebestyén-Pál, prof. univ., Universitatea Tehnică Cluj-Napoca

## Galerie de imagini
- >Colegiul Național 
 „Mihai Viteazul” 
 (Fațada principală)
- Colegiul Național 
 „Mihai Viteazul”
 (Intrarea principală)
- Colegiul Național 
 „Mihai Viteazul”
 (Reproducerea unui sigiliu al lui Mihai Viteazul pe frontispiciu)
- Colegiul Național 
 „Mihai Viteazul” 
 (Scări interioare)
- Colegiul Național 
 „Mihai Viteazul” 
 (Scări interioare)
- Colegiul Național 
 „Mihai Viteazul” 
 (Scări interioare)
- Colegiul Național 
 „Mihai Viteazul” 
 (Coridor la parter)
- Colegiul Național 
 „Mihai Viteazul” 
 (Coridor la etaj)
- Colegiul Național 
 „Mihai Viteazul” 
 Bustul lui Mihai Viteazul
- Colegiul Național 
 „Mihai Viteazul” 
 Tablou cu primii absolvenți 
 cu 7 clase ai Liceului 
 „Regele Ferdinand”
- Colegiul Național 
 „Mihai Viteazul” 
 Tablou cu primul
 corp didactic 
 al Liceului de Băieți
- Colegiul Național 
 „Mihai Viteazul” 
 Tablou cu un grup 
 din prima generație de profesori a Liceului 
 „Regele Ferdinand”
- Absolvenții Clasei E, promoția 1976 - Liceul "Mihai Viteazul" - Turda

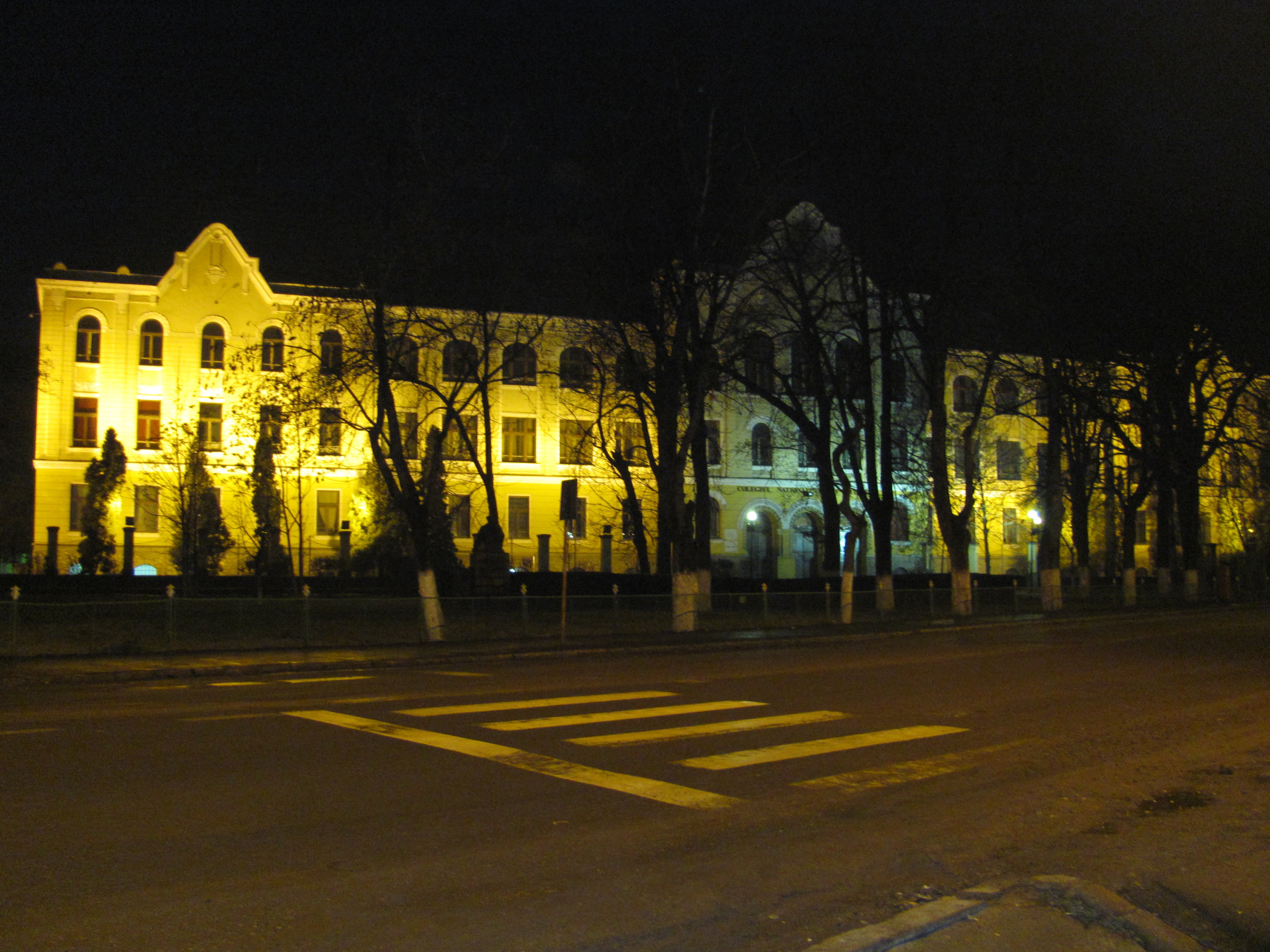
Colegiul Național „Mihai Viteazul”
 Tablou din 1987
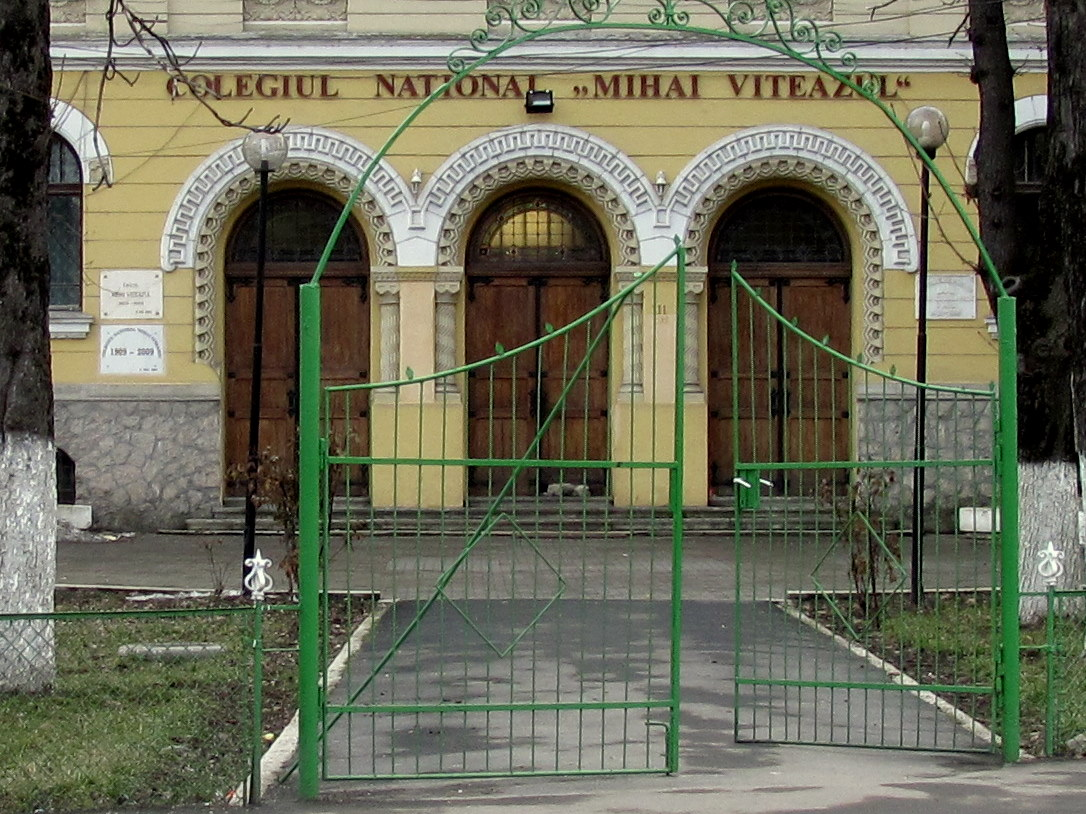
Colegiul Național „Mihai Viteazul” Sala Festivă „Ovidiu Iuliu Moldovan”
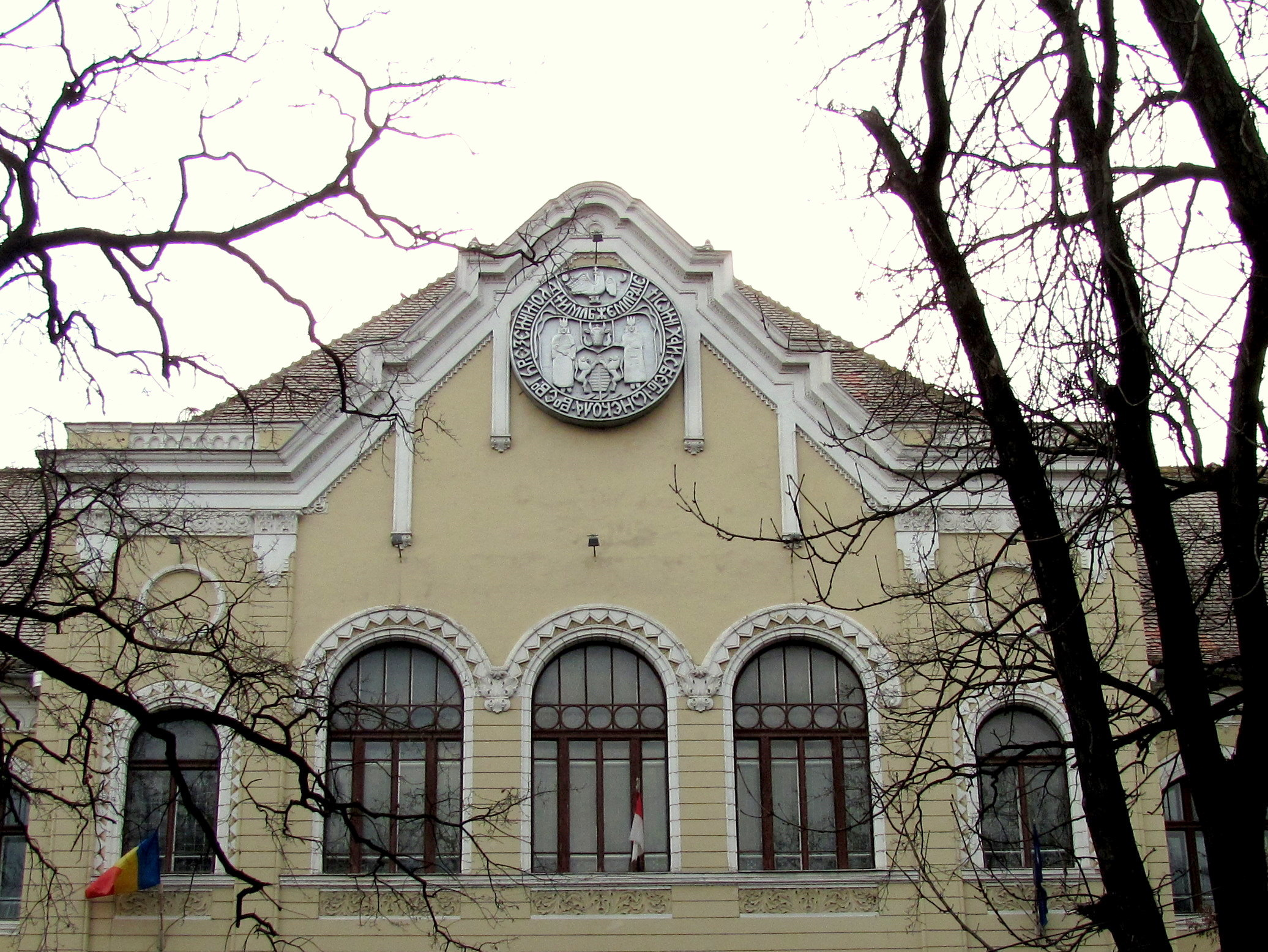
Colegiul Național „Mihai Viteazul” (Reproducerea unui sigiliu al lui Mihai Viteazul pe frontispiciu)
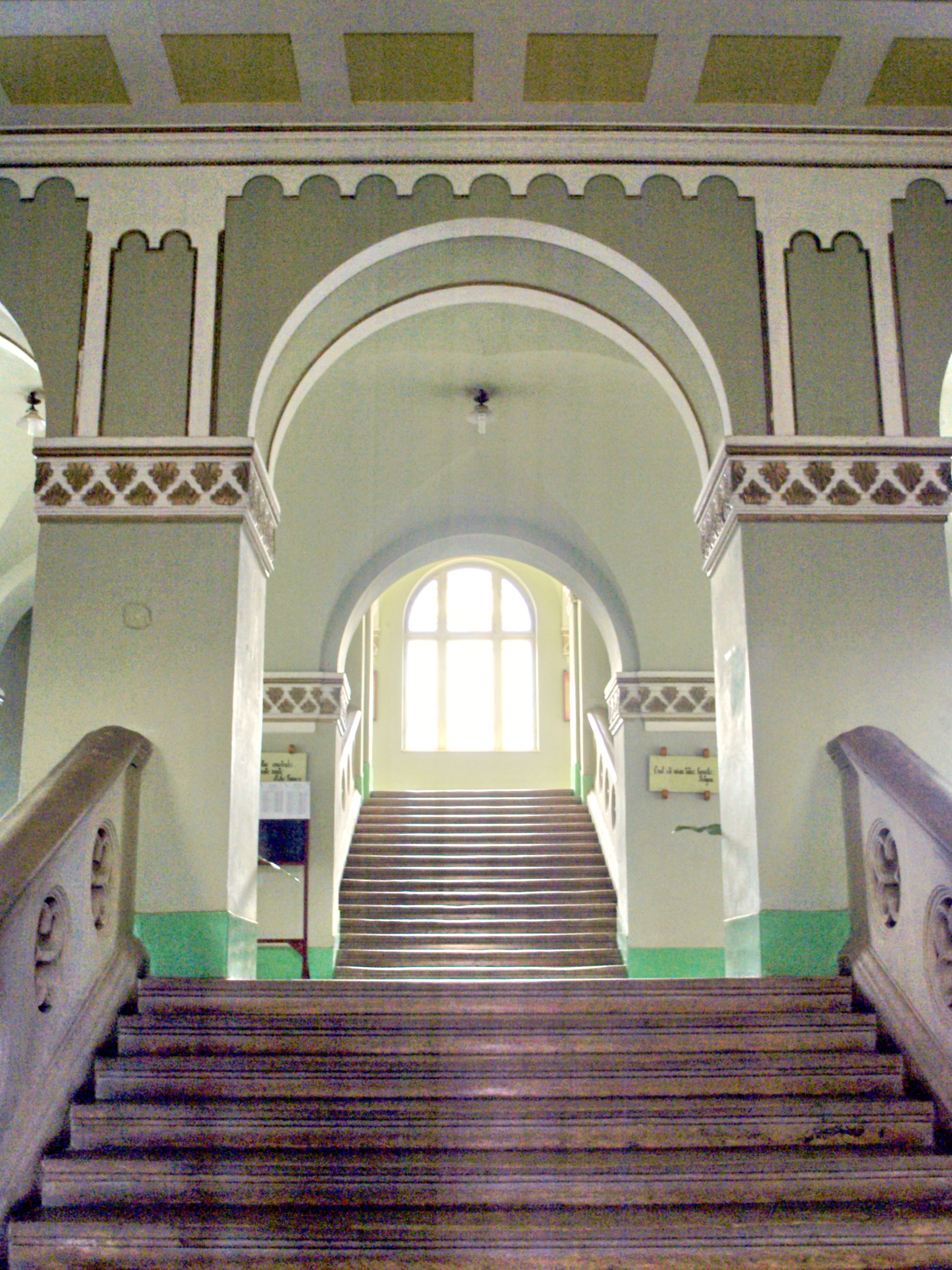
Colegiul Național „Mihai Viteazul” Cabinetul de matematică „Marian Țarină”
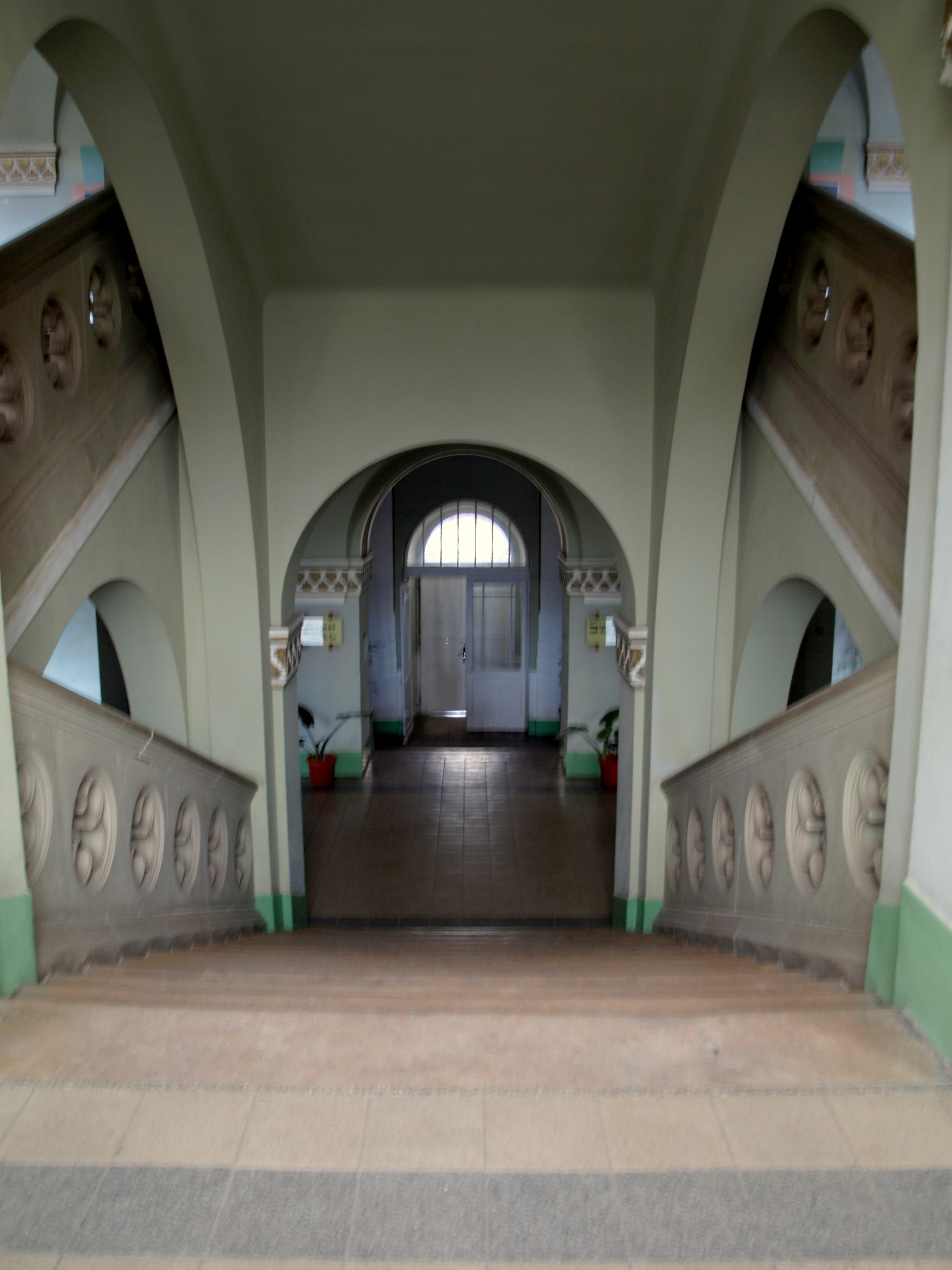
Colegiul Național „Mihai Viteazul” Cabinet de Chimie
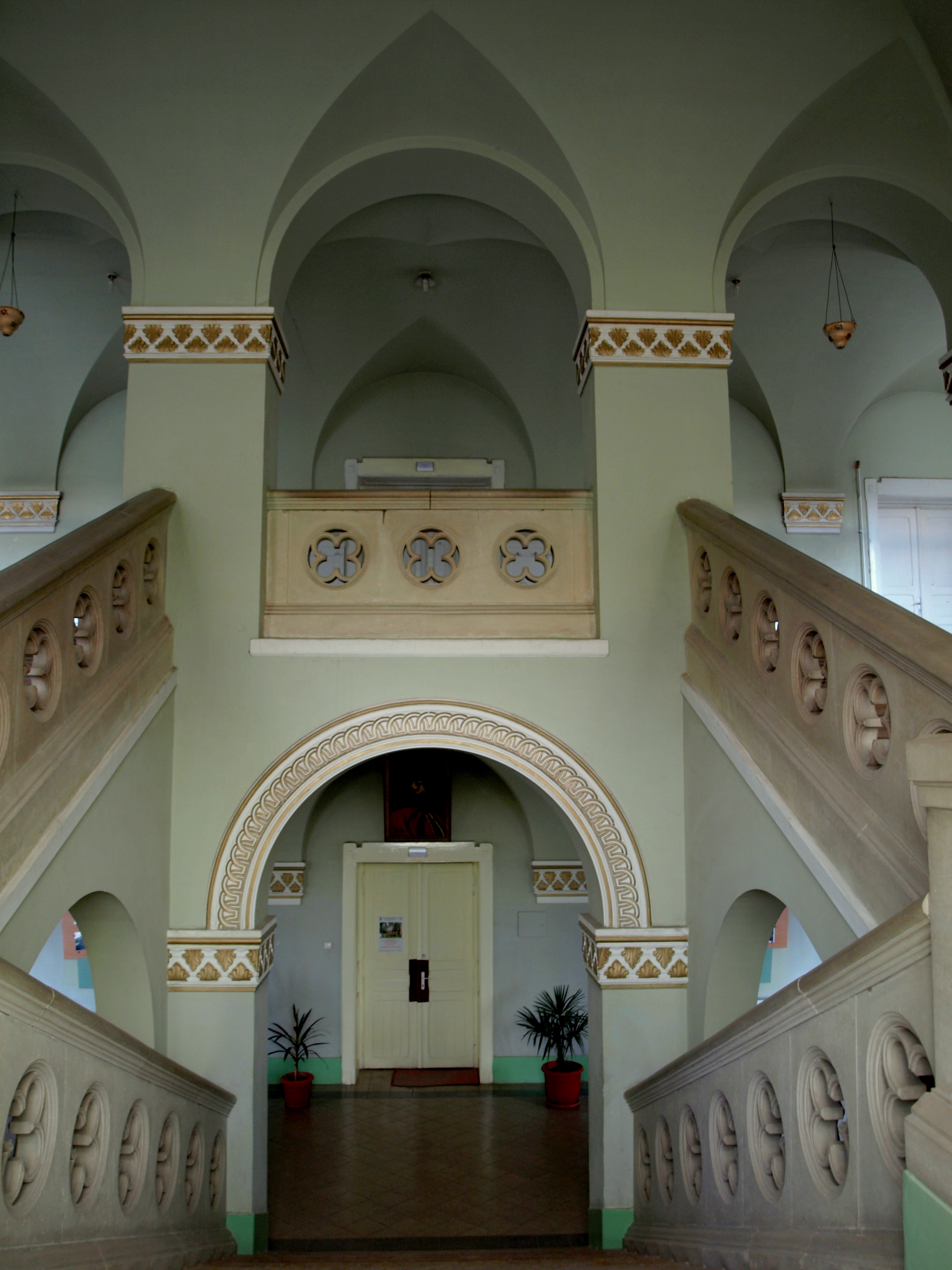
Colegiul Național „Mihai Viteazul” Cabinet de Fizică
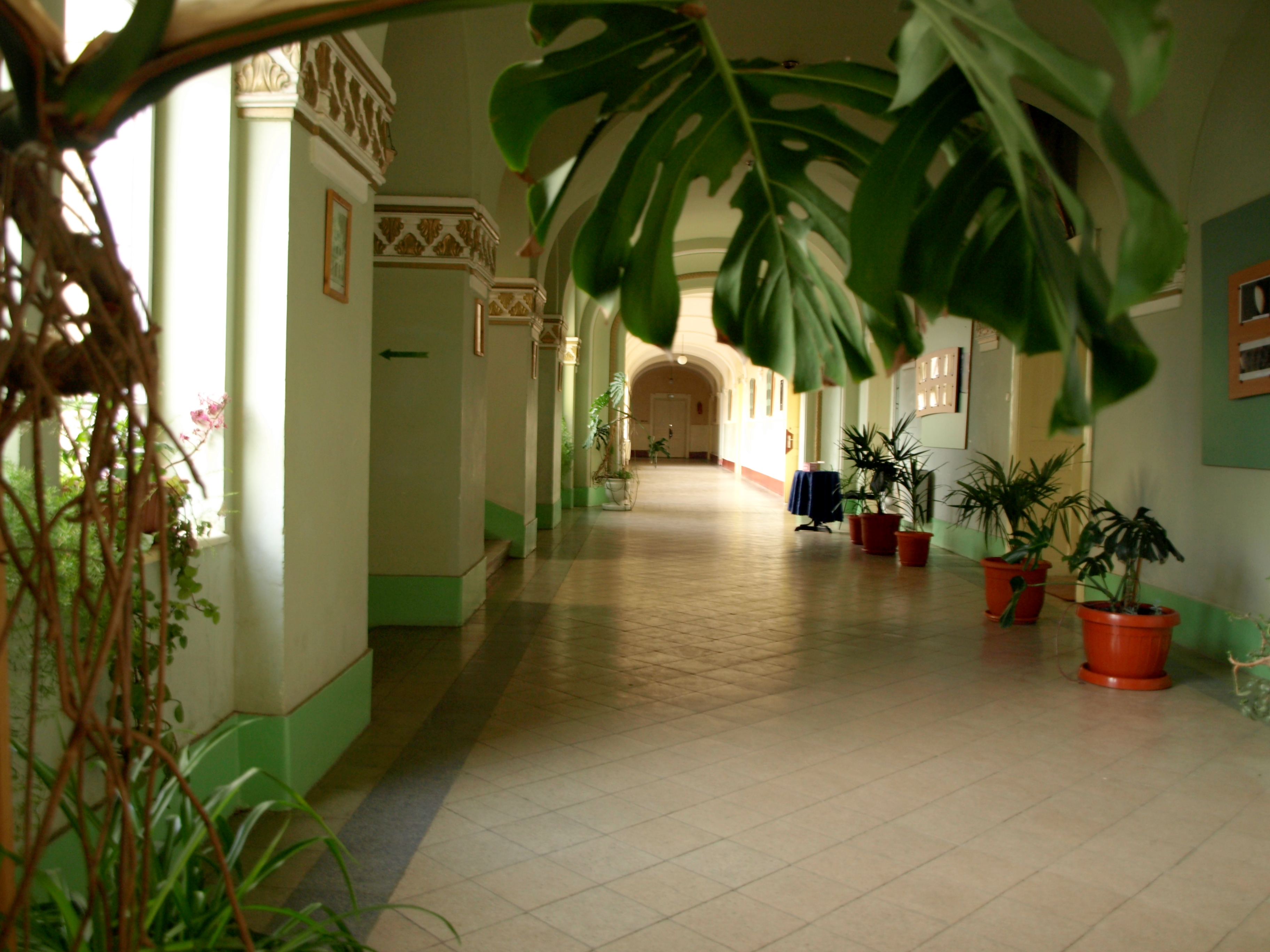
Colegiul Național „Mihai Viteazul” (Vedere de la etaj a curții din spate)
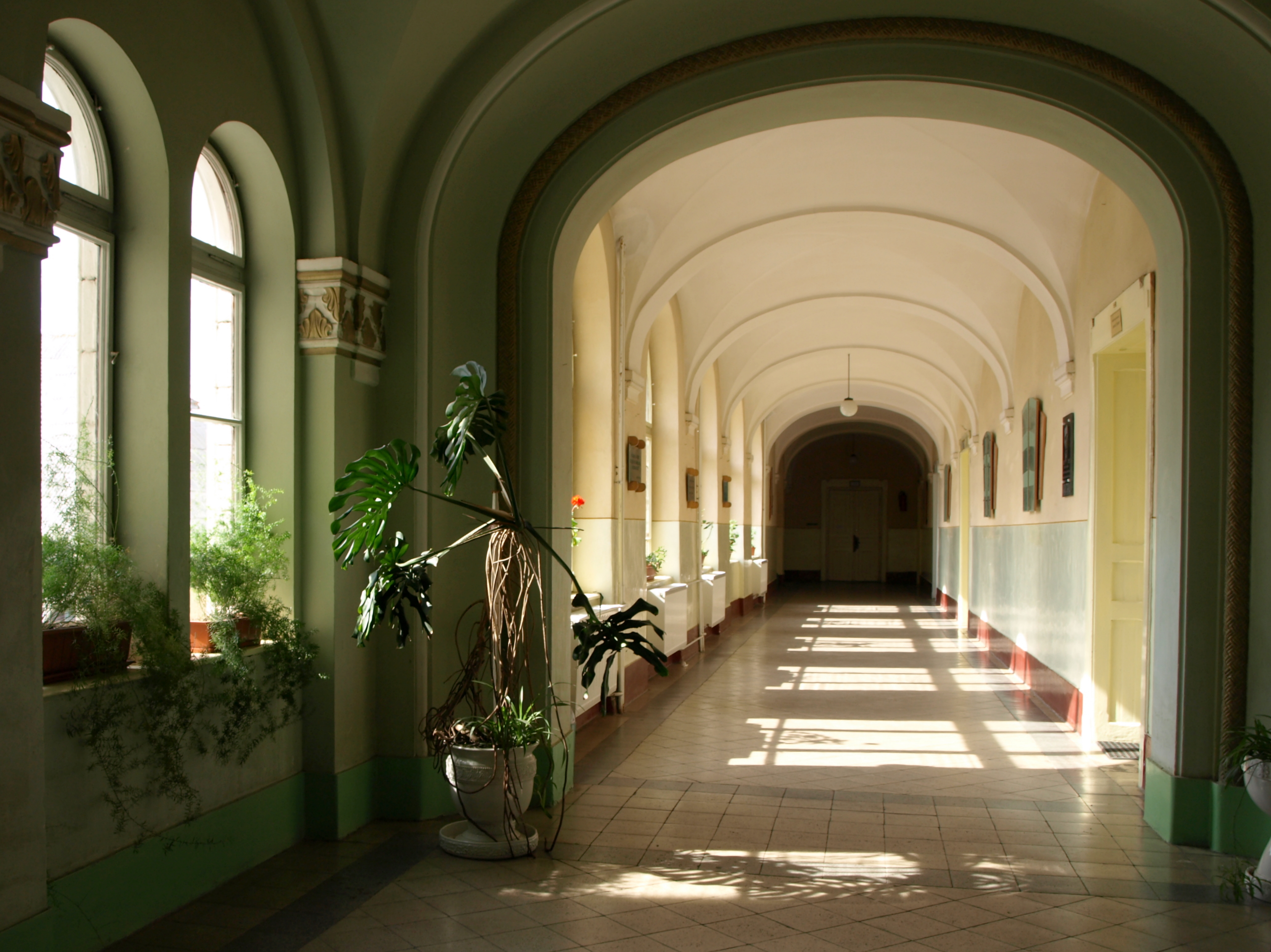
Colegiul Național „Mihai Viteazul”
 fațada principală (2021)
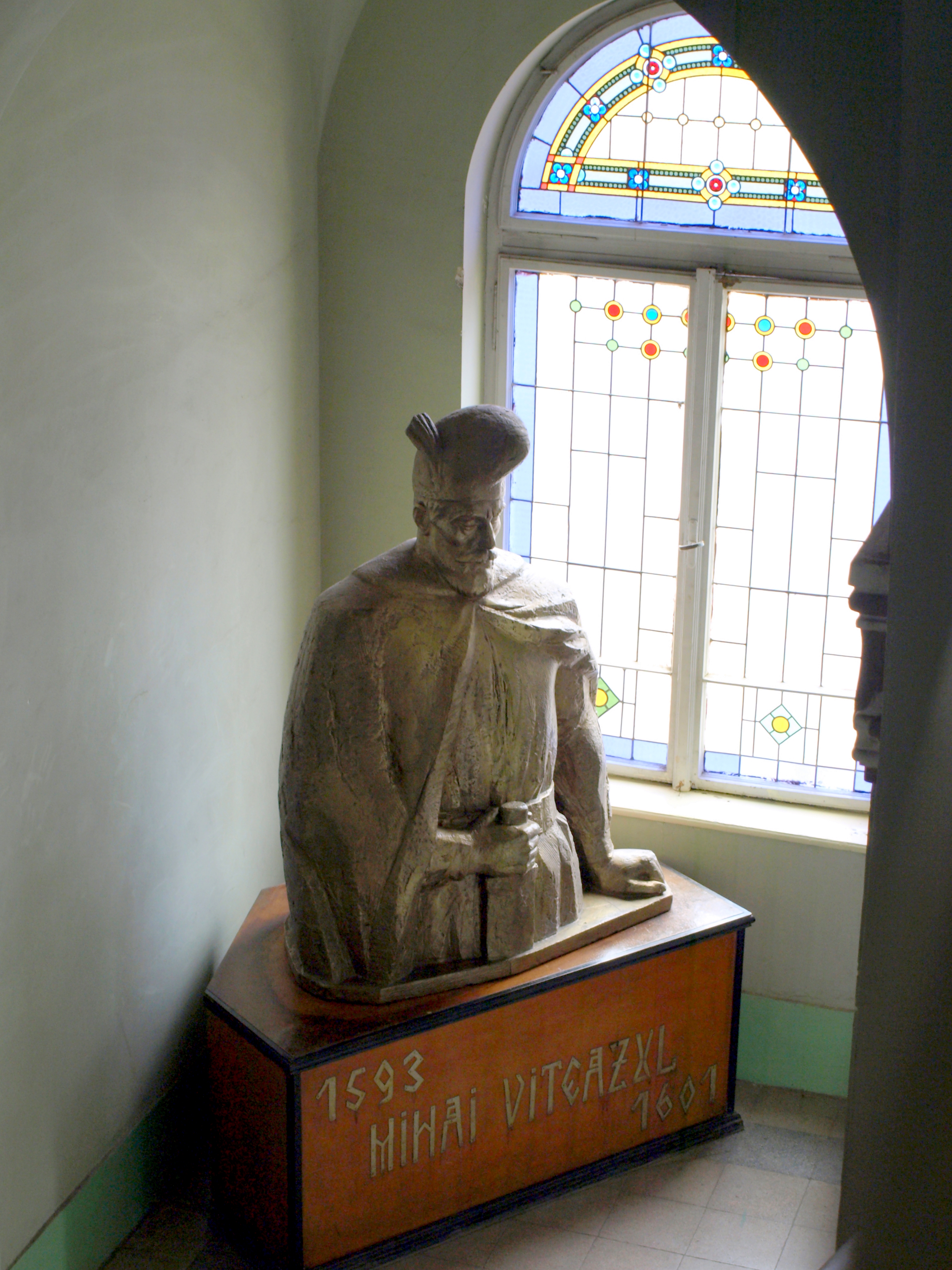
Colegiul Național „Mihai Viteazul”
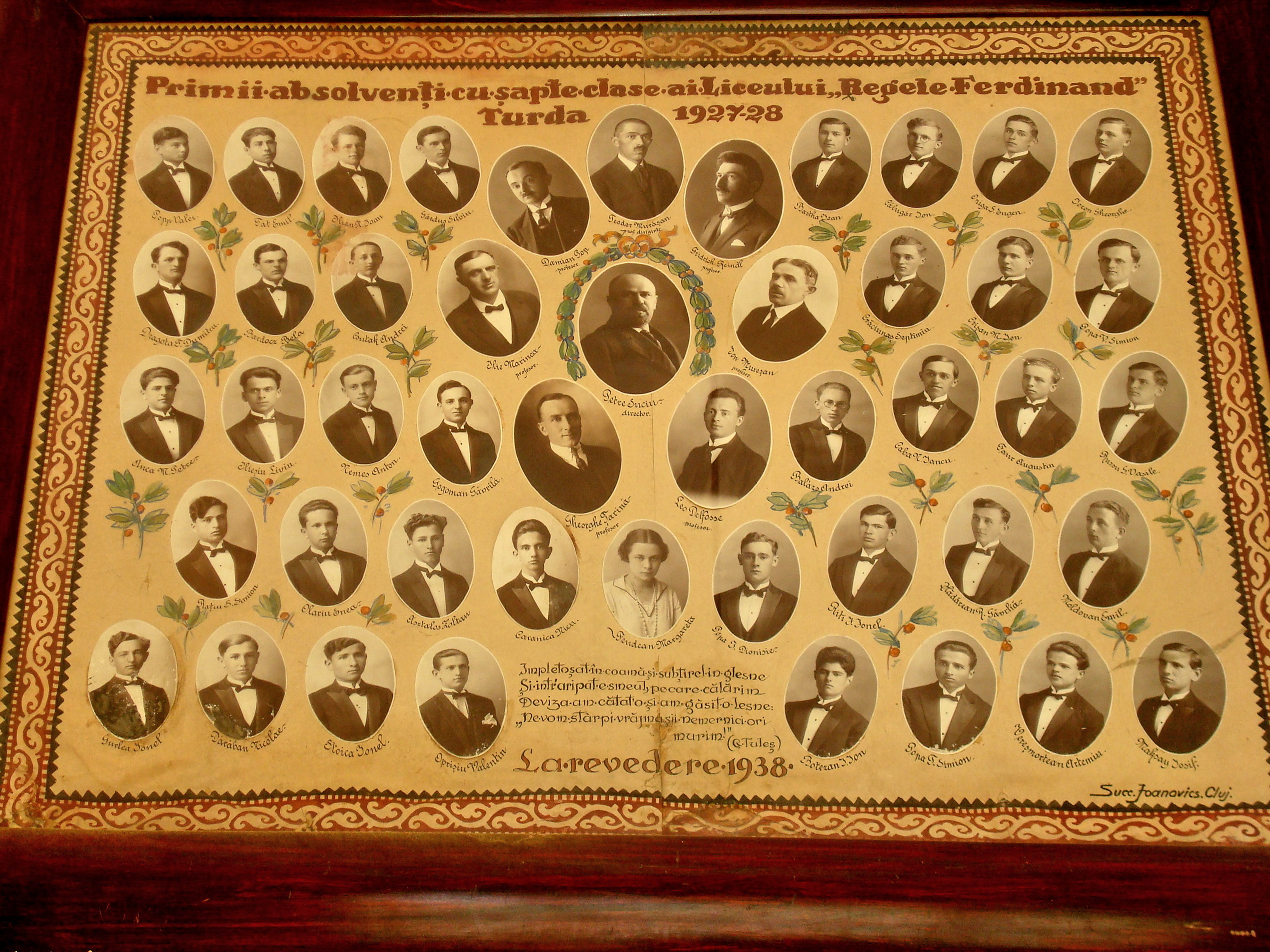
Colegiul Național „Mihai Viteazul” Tablou cu primii absolvenți cu 7 clase ai Liceului „Regele Ferdinand”
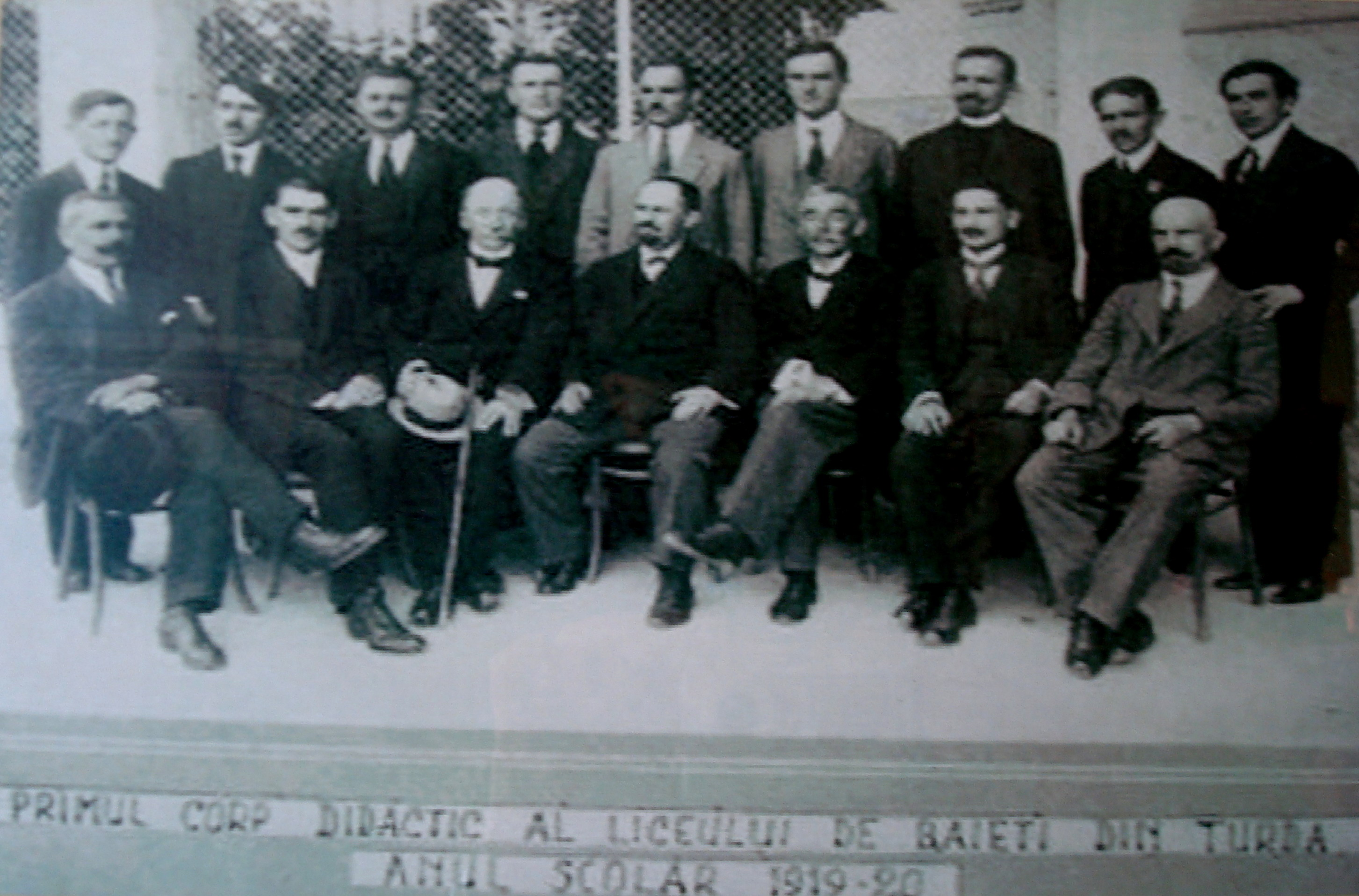
Colegiul Național „Mihai Viteazul” Tablou cu primul corp didactic al Liceului de Băieți
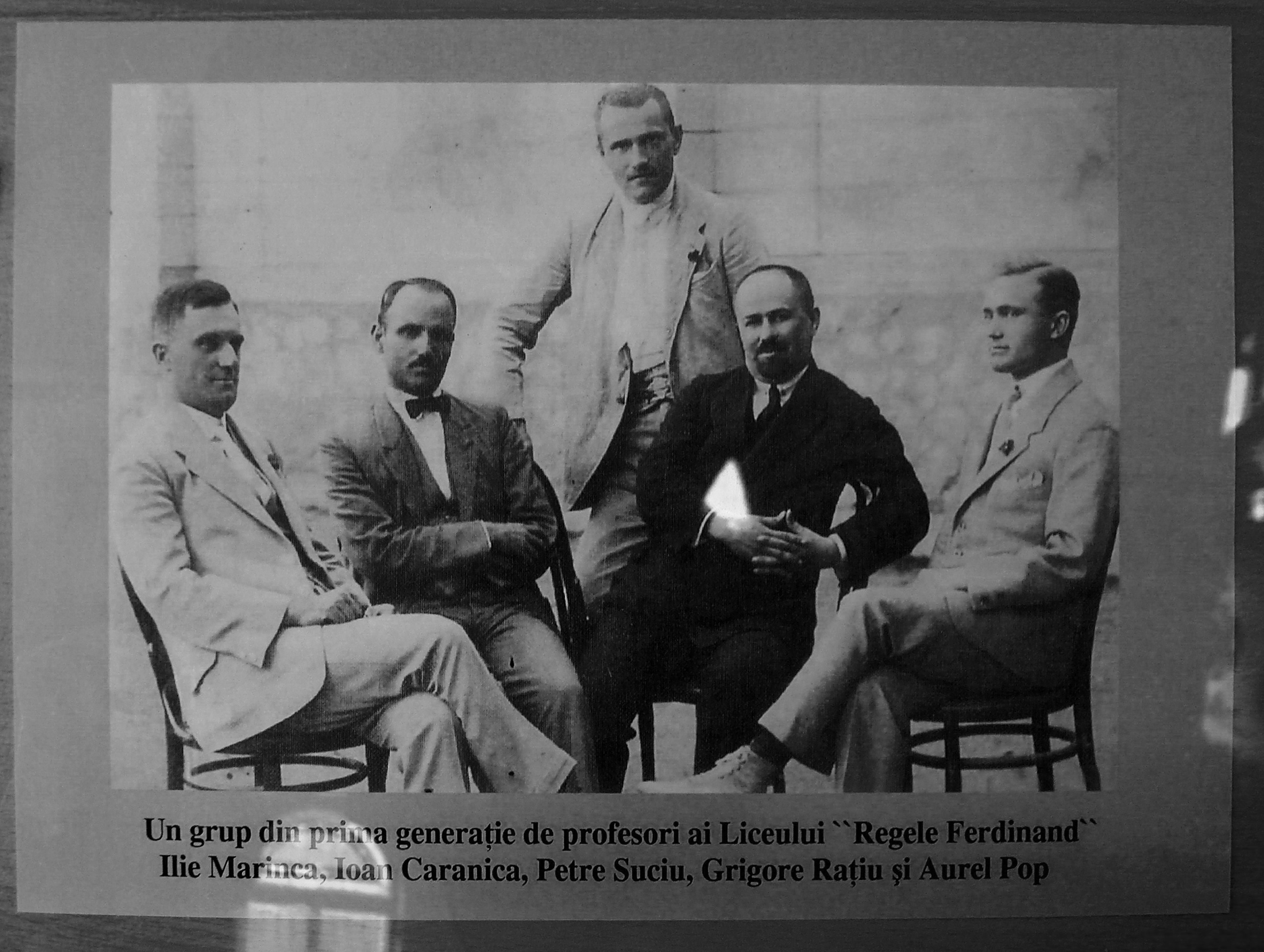
Colegiul Național „Mihai Viteazul” Tablou cu un grup din prima generație de profesori a Liceului „Regele Ferdinand”
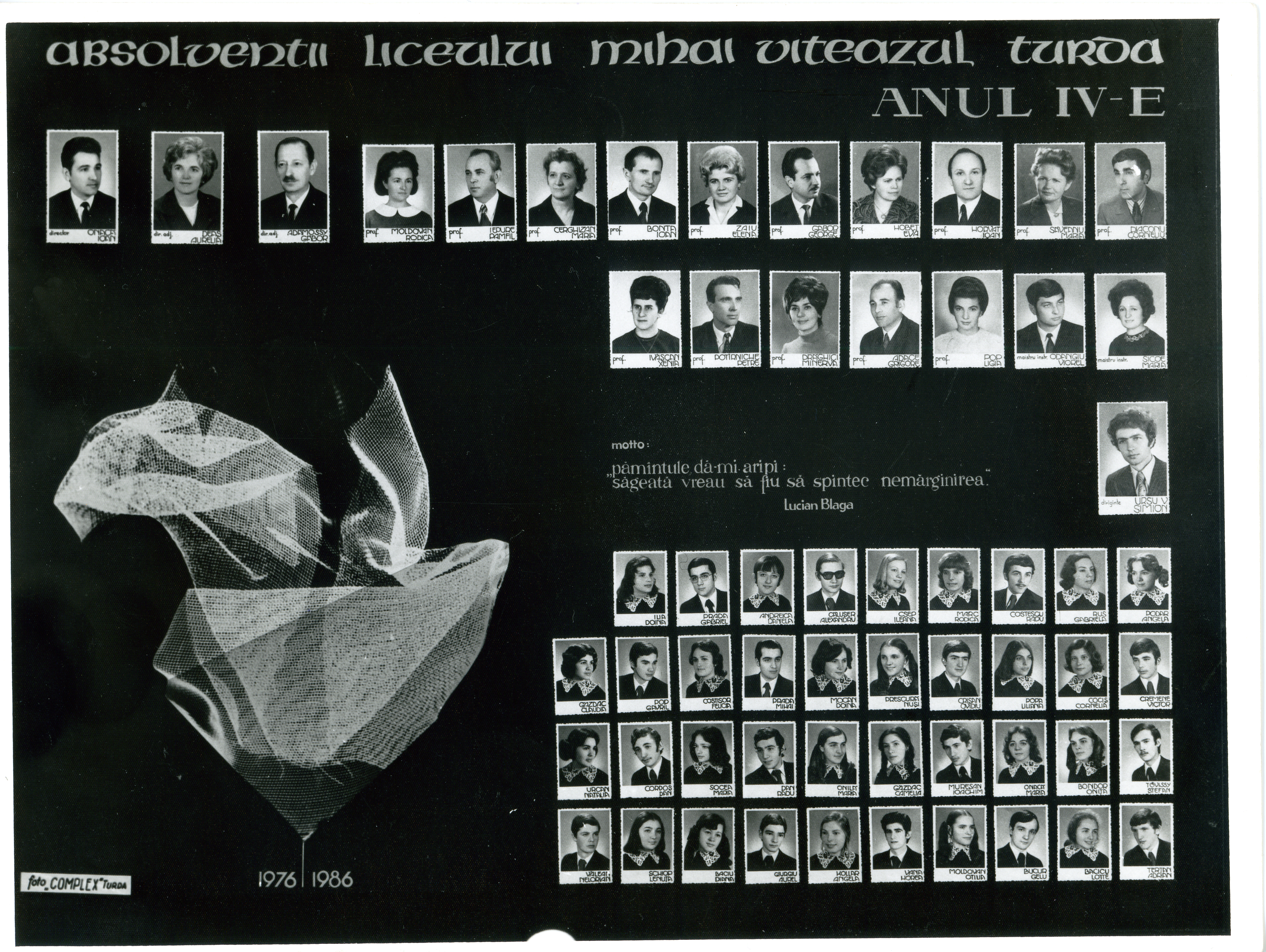
Absolvenții Clasei E, promoția 1976 - Liceul "Mihai Viteazul" - Turda
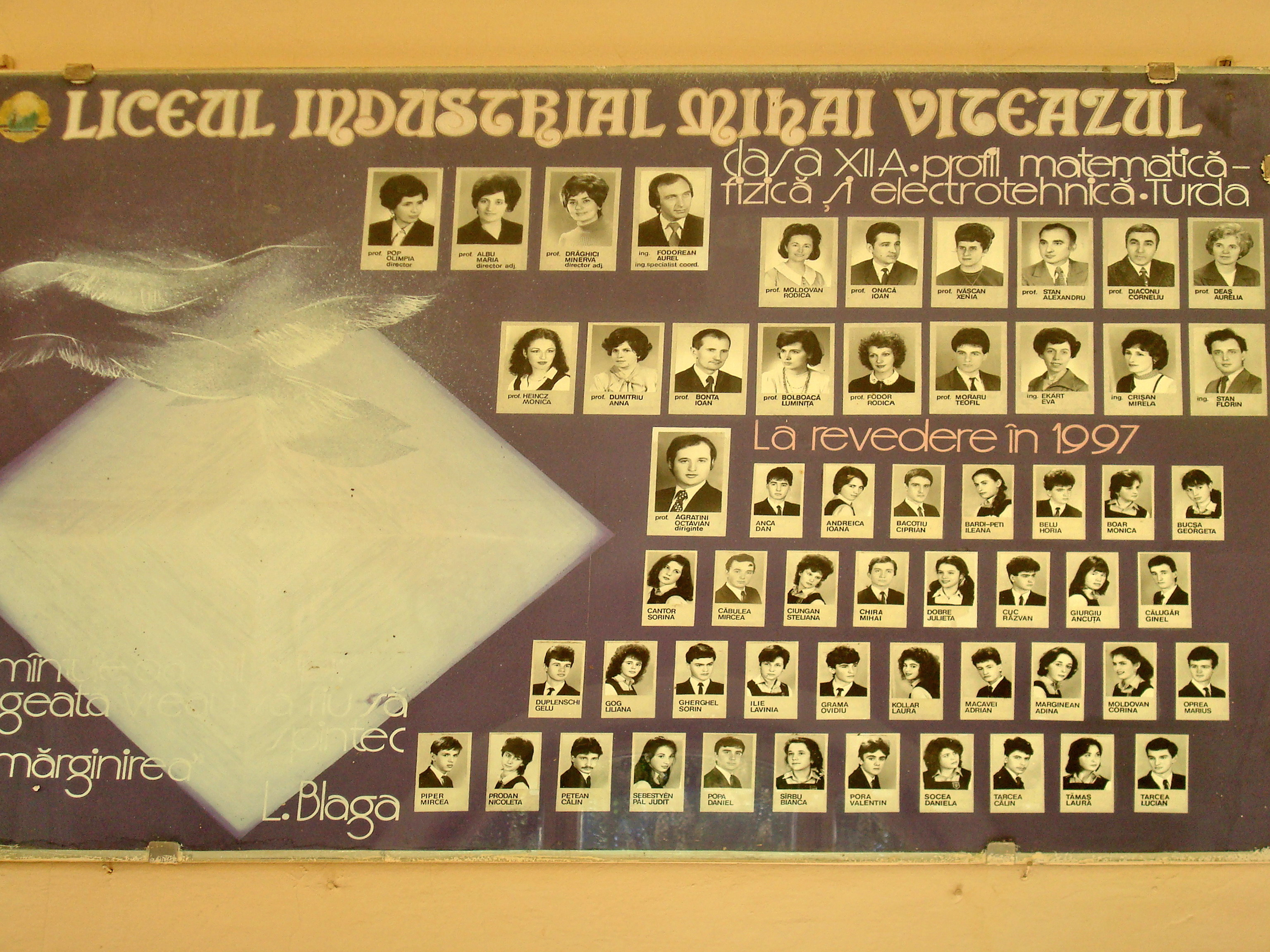
Colegiul Național „Mihai Viteazul” Tablou din 1987
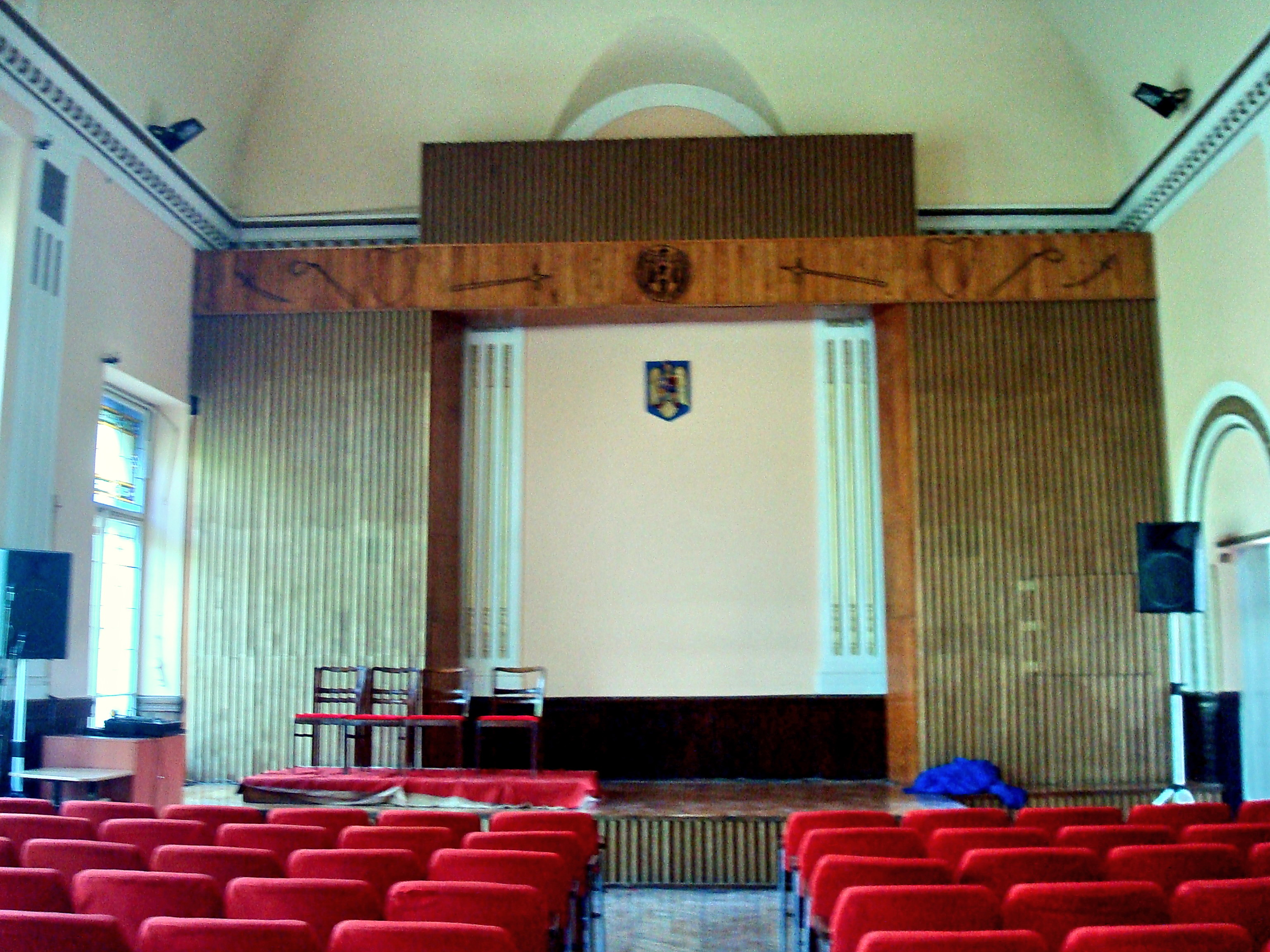
Colegiul Național „Mihai Viteazul” Sala Festivă „Ovidiu Iuliu Moldovan”
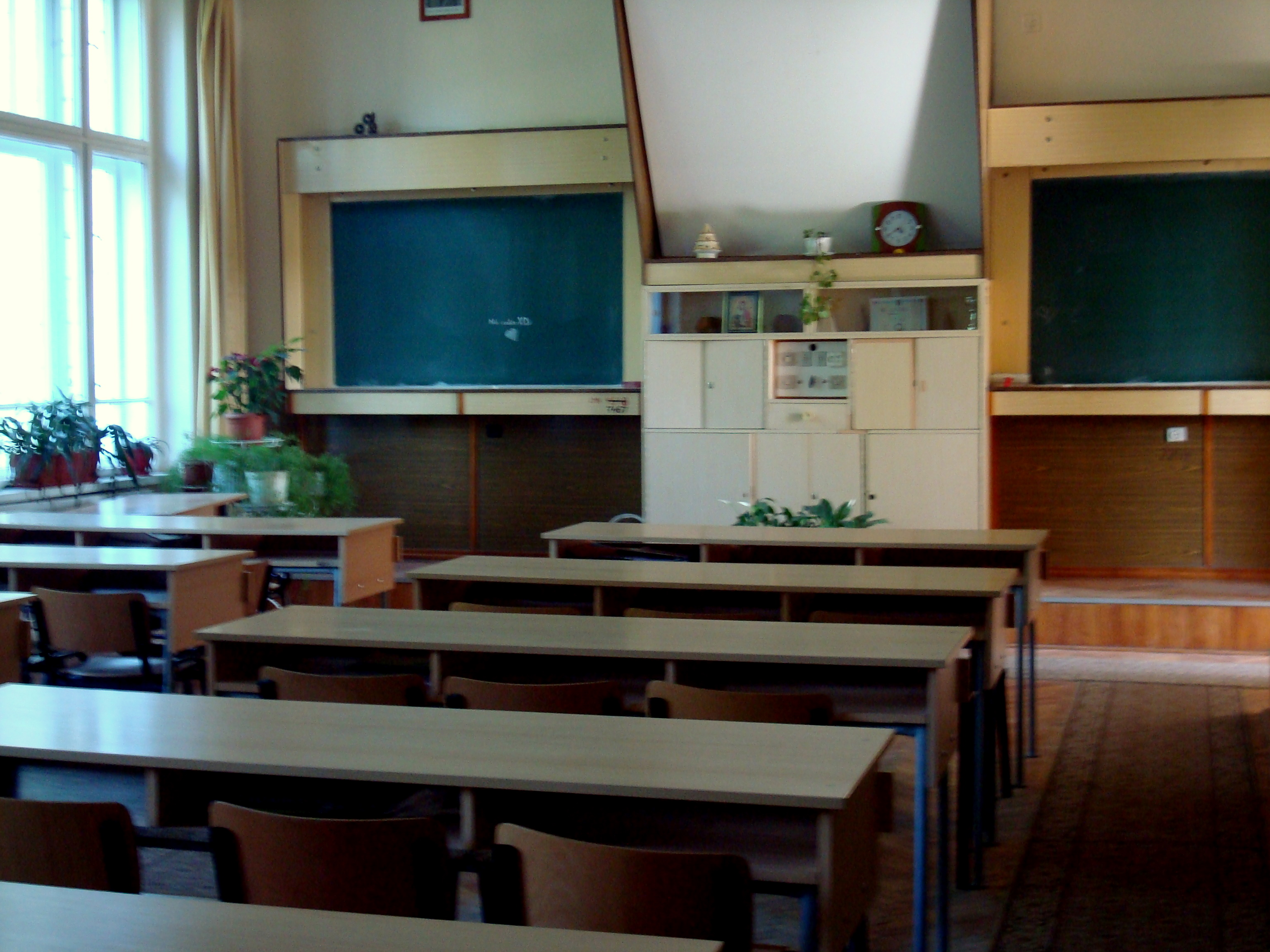
Colegiul Național „Mihai Viteazul” Cabinetul de matematică „Marian Țarină”
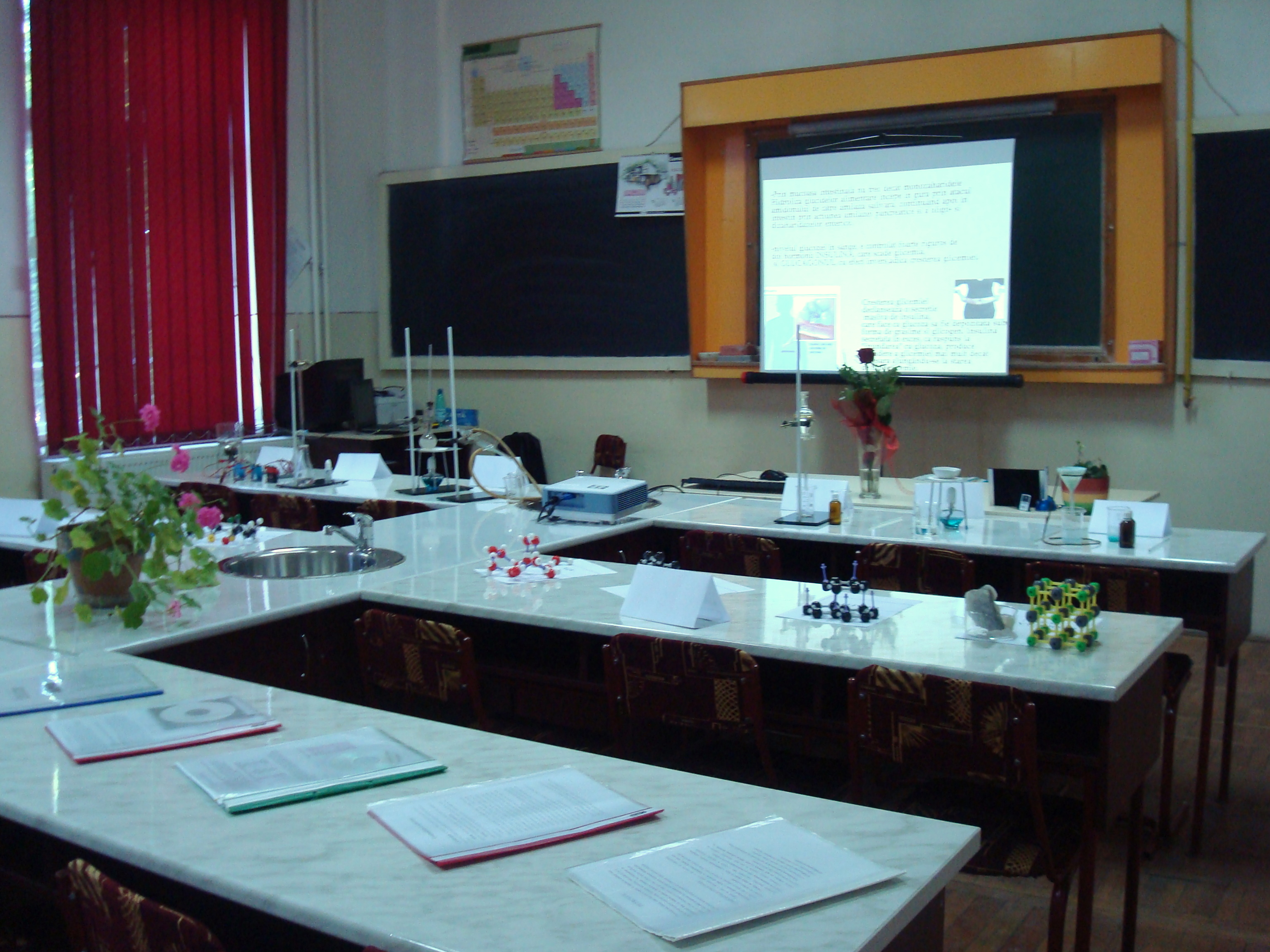
Colegiul Național „Mihai Viteazul” Cabinet de Chimie
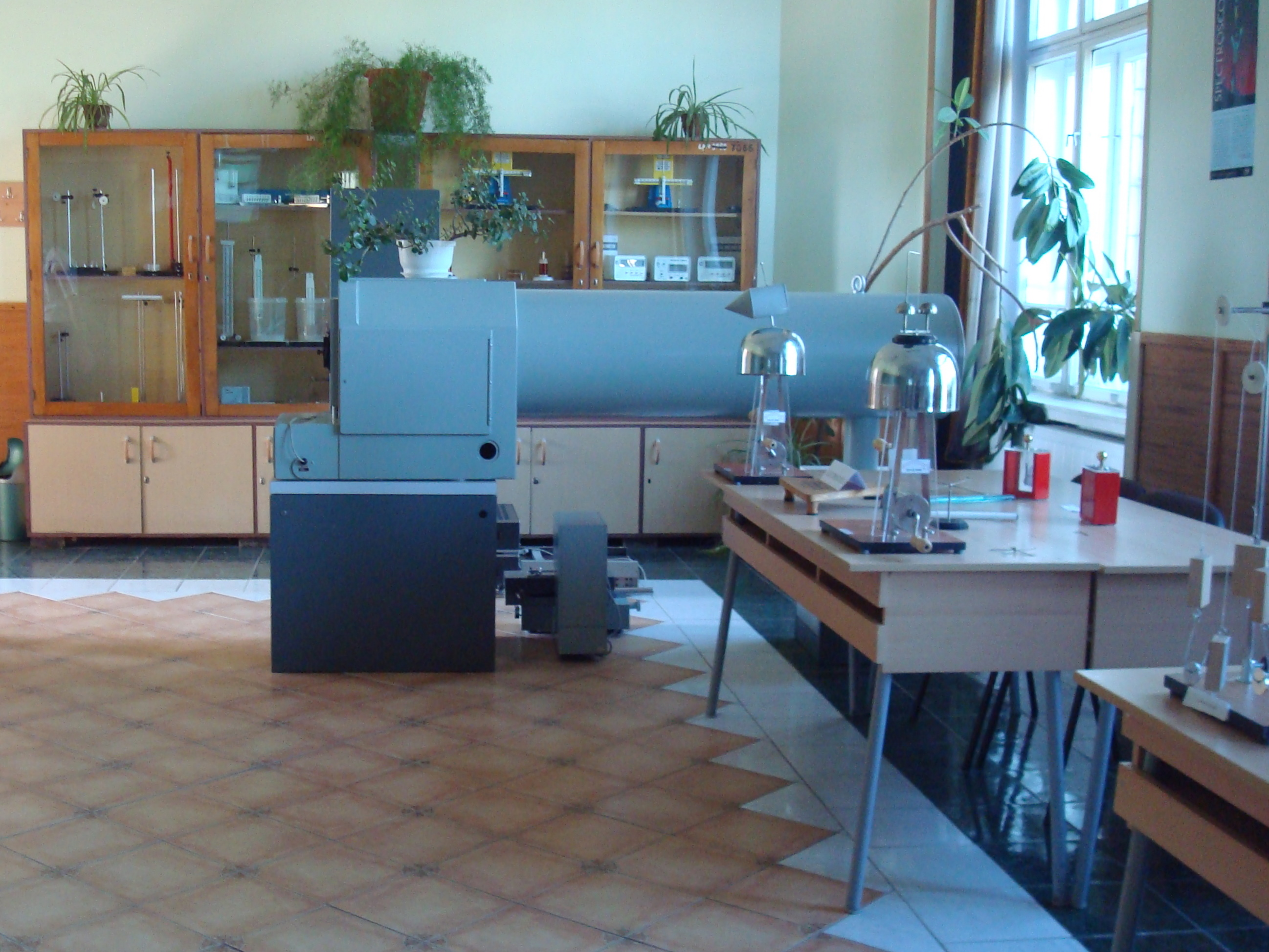
Colegiul Național „Mihai Viteazul” Cabinet de Fizică
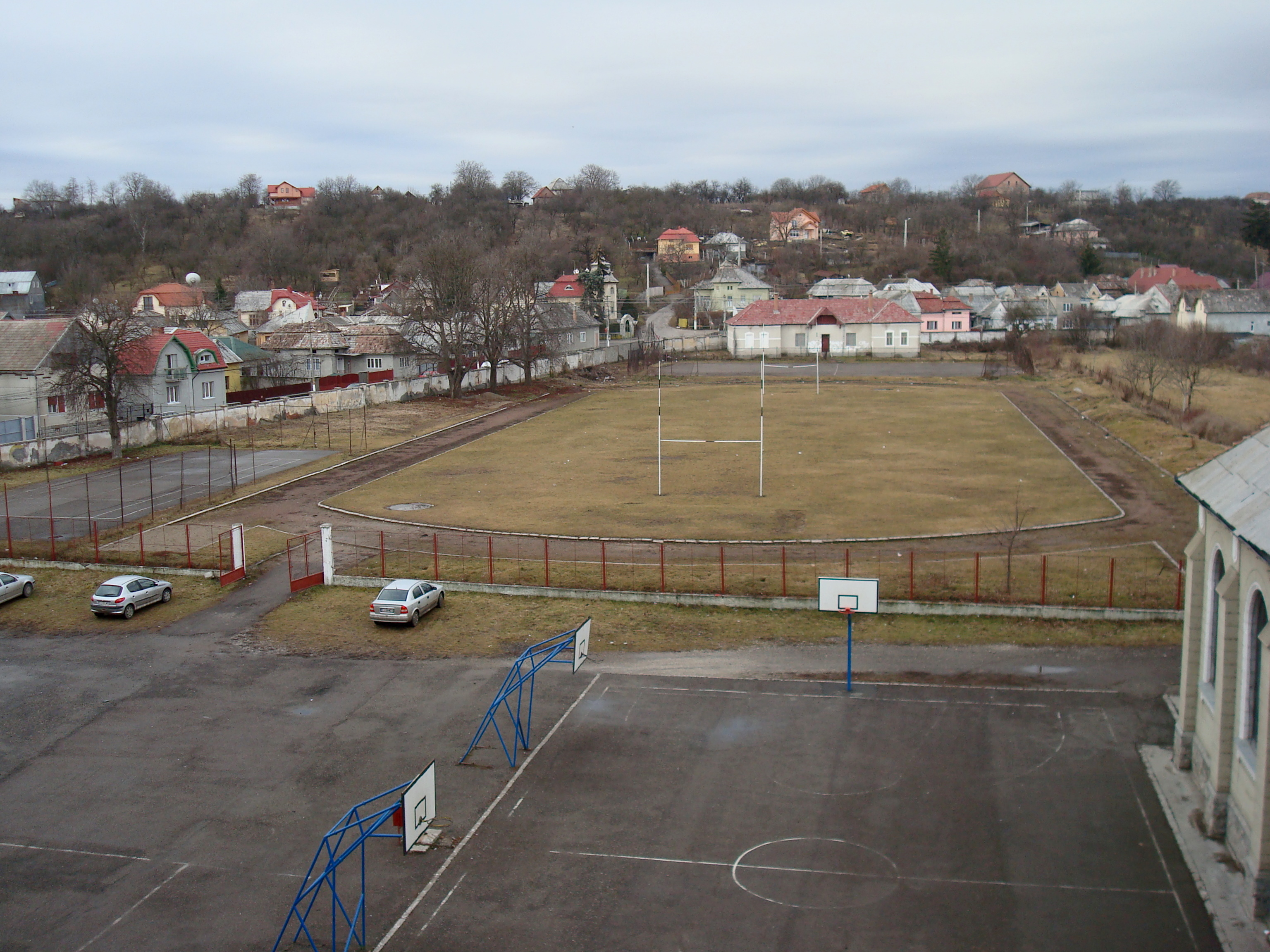
Colegiul Național „Mihai Viteazul” (Vedere de la etaj a curții din spate)
Colegiul Național „Mihai Viteazul” fațada principală (2021)
Colegiul Național „Mihai Viteazul” vedere din parc (2021)
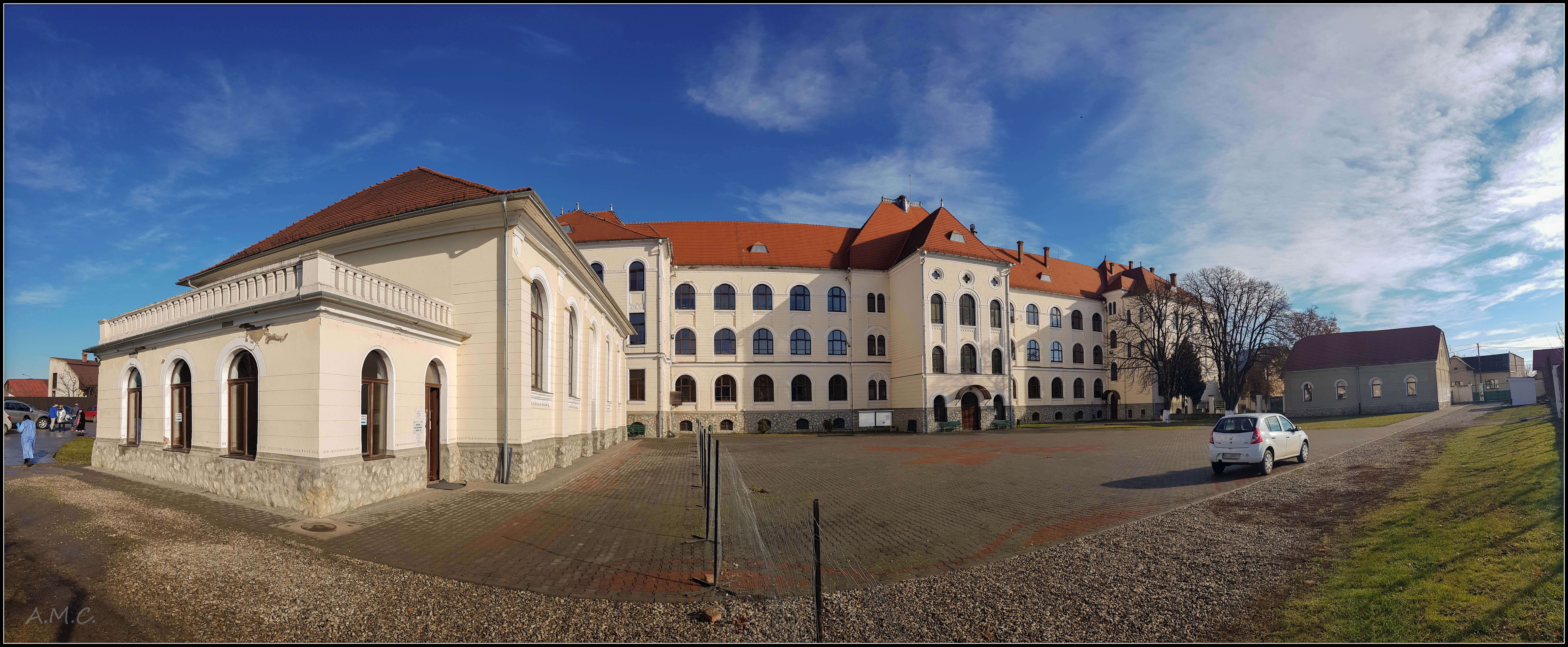
Colegiul Național „Mihai Viteazul” fațada posterioară (2021)
 vedere din parc (2021)
- Colegiul Național 
„Mihai Viteazul” 
  fațada posterioară (2021)